# Maximilian von Prittwitz

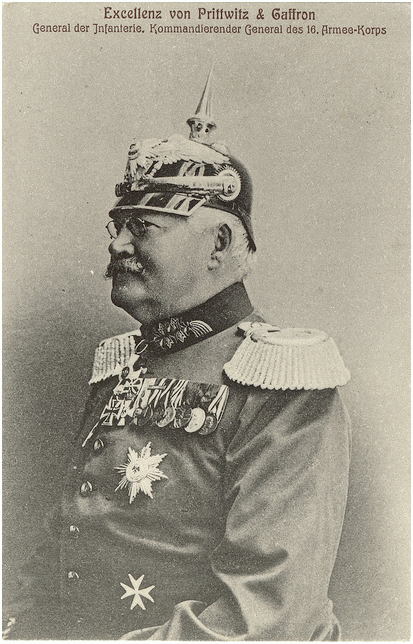
Afbeelding in gala.

Maximilian Wilhelm Gustav Moritz von Prittwitz und Gaffron (Bernstadt, 27 november 1848 – Berlijn, 29 maart 1917) was een Duits aristocraat en generaal tijdens de Eerste Wereldoorlog.

## Familie
Von Prittwitz kwam uit een zeer oude aristocratische Silezische familie, en was een zoon van de Pruisische jurist Gustav von Prittwitz en Elizabeth von Klass. Op 19 mei 1874 trad hij in het huwelijk met Olga von Dewitz (1848-1938), de dochter van grootgrondbezitter Kurt von Dewitz.

## Militaire carrière
Na het afronden van zijn school in Oels, kwam hij in een infanterieregiment en vocht in de Pruisisch-Oostenrijkse Oorlog en de Frans-Duitse Oorlog. Hij klom de volgende veertig jaar gestaag op in de rangen van het Duitse leger, tot hij in 1913 tot kolonel-generaal (Generaloberst) werd bevorderd.
In 1914 was generaal von Prittwitz und Gaffron commandant van het Achtste Duitse Leger en belast met de verdediging van Oost-Pruisen tegen de verwachte aanval door het Russische Eerste en Tweede Leger.
De Duitse oorlogsverklaring aan Rusland op 1 augustus was een reactie op de Russische mobilisatie. De Duitsers gingen ervan uit dat de reusachtige Russische legers slechts langzaam gemobiliseerd konden worden. Rusland was zeer uitgestrekt, de organisatie van het Russische leger was in de ogen van de Duitse Generale Staf minder goed dan dat van Duitsland, de verbindingen waren slecht en het land had aantoonbaar minder spoorwegen. Volgens het Schlieffenplan dat de Duitse oorlogsvoering als een klokwerk moest regelen zouden de Duitse legers met een superieure overmacht op de noordelijke vleugel door België optrekken en Parijs afsnijden van de Noordzee. In Oost-Pruisen zou het Achtste Leger stand moeten houden totdat het door de na de overwinning op Frankrijk vrijgekomen troepen uit het Westen zou worden versterkt en zèlf tot de aanval over kon gaan.,     Nederlands
De Russen rukten onverwacht snel op en vielen op 20 augustus Stallupönen en Gumbinnen aan. Het kwam tot zware gevechten die de Slag bij Gumbinnen worden genoemd. Het Russische IIe Leger onder generaal Aleksandr Samsonov bedreigde ondertussen de achterhoede van het Duitse Eerste Leger. Generaal von Prittwitz raakte in paniek. Hij mocht zijn troepen niet laten insluiten en vroeg chef-staf von Moltke op het Hoofdkwartier in Koblenz telefonisch om verlof voor een strategische terugtocht. Von Prittwitz vermeldde daarbij dat twee van zijn divisies op de vlucht waren geslagen. Von Prittwitz wilde zijn troepen 100 mijl naar het Westen aan de verdedigbare oevers van de Wisła hergroeperen. Vanwege hun vermeende defaitisme en paniek werden zowel von Prittwitz en zijn chef-staf Graaf Georg von Waldersee al twee weken na de Duitse mobilisatie vervangen door de generaals von Hindenburg en Ludendorf.
Hindenburg en Ludendorff wisten de Russische opmars te stoppen met overwinningen in de Slag bij Tannenberg en de Eerste Slag bij de Mazurische Meren.
Intussen was von Prittwitz in Berlijn met pensioen gegaan. Drie jaar later overleed hij aldaar op 68-jarige leeftijd aan een hartaanval. Hij werd begraven op het Invalidenfriedhof in Berlijn.

## Militaire loopbaan
- Deutsche Heer:[1]
- Leutnant: 14 november 1867[1]
- Oberleutnant: 18 februari 1875[1]
- Hauptmann: 2 april 1879[1]
- Major: 13 november 1886[1]
- Oberstleutnant: 27 januari 1892[1]
- Oberst: 12 september 1894[1]
- Generalmajor: 15 juni 1898[1]
- Generalleutnant: 16 juni 1901[1]
- General der Infantierie: 24 april 1906[1]
- Generaloberst: 16 juni 1913[1]

## Onderscheidingen
- IJzeren Kruis 1870, 2e klasse[1]
- Orde van de Zwarte Adelaar met Ketting
- Johanniterorde
- Orde van de Rode Adelaar met Kroon en Strik
- Kroonorde, 1e klasse
- Onderscheiding voor Trouwe Dienst (Pruisen)
- Grootkruis in de Huisorde van Albrecht de Beer
- Grootkruis in de Orde van Berthold de Eerste
- Grootkruis in de Orde van de Leeuw van Zähringen met Eikenloof
- Grootkruis in de Orde van Militaire Verdienste
- Grootkruis in de Huisorde van de Wendische Kroon met de Kroon in goud
- Commandeurskruis in de Orde van de Griffioen
- Ere-Commandeur in de Huisorde en Orde van Verdienste van Hertog Peter Friedrich Ludwig
- Grootkruis in de Albrechtsorde en gouden Ster
- Oorlogsherdenkingsmunt voor de veldtochten van 1870 en 1871
- Centenarmedaille

## Het geslacht von Prittwitz und Gaffro n
De Familie von Prittwitz und Gaffron bracht meerdere hoge militairen voort.
- Admiraal Bernhard Otto Curt von Prittwitz und Gaffron
- Luitenant-generaal Heinrich von Prittwitz und Gaffron (1889 – gesneuveld in 1941) zoon van Admiraal Bernhard Otto Curt von Prittwitz und Gaffron